# Ljupka Dimitrovska
Ljupka Dimitrovska (mazedonisch: Љупка Димитровска; * 25. Juli 1946 in Skopje; † 3. Oktober 2016 in Zagreb) war eine jugoslawische bzw. kroatisch-mazedonische Schlagersängerin.

## Werdegang
Dimitrovska war vor allem auf dem Westbalkan sowie den Gebieten der ehemaligen Tschechoslowakei und der DDR, wo sie als Schlagerstar galt, erfolgreich. Ihre größten Erfolge feierte sie in den 1970er und 1980er Jahren, oftmals im Duett mit Ivica Šerfezi. Von 1968 bis zu seinem Tode 2006 war sie mit dem Komponisten Nikica Kalogjera verheiratet. Sie lebte zuletzt in Zagreb.
Der Song Obećanje wurde von türkischen Sängerinnen wie Şenay oder Emel Müftüoğlu unter dem Titel Hayat Bayram Olsa gecovert.

## Diskografie
Alben
- 1975: Ljupka
- 1975: Wenn Musik erklingt
- 1979: Igramo se
- 1980: U dvoje je ljepše (mit Ivica Šerfezi)
- 1981: Wie du dich fühlst
- 1982: Nasmiješi se
- 1983: Southern Sunshine (OPUS-Bratislava, mit Ivica Šerfezi)
- 1985: Nisam se kajala
- 1985: Dobro jutro ljubavi (OPUS-Bratislava)
- 1985: Slovenska veselica (mit Ivica Šerfezi)
- 1985: Wo der Wildbach rauscht (mit Ivica Šerfezi)
- 1988: Slika s mature
- 1988: The Songs of My Sea (OPUS-Bratislava)
- 1989: Es tut mir nicht leid
- 1989: Wo die Alpenrosen blüh’n (mit Ivica Šerfezi)
- 1990: Zvona zvone

Kompilationen
- 1990: Alpenklänge aus Oberkrain – Wo die Alpenrosen blühn – Ljupka & Ivica (18 Tracks aus LP 1985/89, DORADO 2155 071)
- 1991?: Alpenklänge aus Oberkrain – Wo die Alpenrosen blühn – Ljupka & Ivica (18 Tracks aus LP 1985/89, Fortune 3242-2)
- 1993: Moji najveći hitovi
- 1999: U dvoje je lepše (mit Ivica Šerfezi)
- 2002: Sve najbolje
- 2006: Najlepši dueti – Ljupka & Ivica (Slowenien, wie CD 1999)
- 2009: The Platinum Collection – 47 velikih hitova (Kroatien)
- 2009: 3-CD-Box – Die Hits aus den Bruderländern III – incl. CD Alpenklänge mit Ljupka & Ivica  (Label AMIGA)

Singles (Auswahl)
- 1970: Čibu-Čiba
- 1971: Obećanje
- 1975: Šta Je, Tu Je
- 1979: Tvoja Barka Mala
- 1981: Es Gibt Keine Liebe Mehr
- 1983: Robot
- 1990: Zvona Zvonat